# 朱民 (1952年)
朱民（1952年—），男，上海人，中国经济学家，曾任国际货币基金组织副总裁。

## 生平
朱民出生于1952年，青少年时代在上海经历了文革，被迫从中学辍学，作为卡车司机在罐头厂上班，直至1977年大学重启招生被复旦大学经济系录取。
1982年毕业后，1985年朱民赴美国留学，先后获得普林斯顿大学公共行政管理硕士学位、约翰·霍普金斯大学应用经济学硕士学位和经济学博士学位。历任世界银行政策局经济学家（顾问）、中国银行行长经济顾问、助理、副行长、中国人民银行副行长等职。2010年2月24日，国际货币基金组织总裁卡恩任命朱民担任其特别顾问。2011年7月13日, 国际货币基金组织新总裁拉嘉德任命朱民为副总裁，他是第一個獲任此職位的中國人。2016年7月底，朱民于任期结束后卸任。

## 荣誉
2009年第一财经金融价值榜 年度金融思想家
2011年第一财经金融价值榜 年度金融风云人物